# デビアスなメイドたち
『デビアスなメイドたち』（原題：Devious Maids）は2013年から2016年に放送されたアメリカ合衆国のテレビドラマ。製作総指揮マーク・チェリー、主演アナ・オルティス。
全4シーズン、49話。

## 概要
本作は、高級住宅街ビバリーヒルズを舞台に、富豪の豪邸で働くラテン系メイドたちを通して愛憎渦巻くスキャンダラスなセレブの日常を描くサスペンス・ドラマである。

デスパレートな妻たちのスタッフが再集結し制作にあたったことや、主人公たちが全員ラテン系の女性という設定が制作発表時世界的にも注目を浴びた。

なお、デスパレートは日本語で『崖っぷち』を意味することに対し、デビアスは日本語で『邪（よこしま）』を意味する。

日本では『“デスパ(崖っぷち)”の次は“デビアス(よこしま)”!』というキャッチコピーで宣伝された。

もともとABCスタジオで放映するために開発中だったが、最終的にはライフタイム (テレビ局)によって放送された。
第4シーズン後の2016年9月ライフタイム (テレビ局)によって続編の制作が行わずにクリフハンガー の状態で締めくくると発表がされた。
放送開始当初の約300万人の視聴者からシリーズ4には100万人に満たないまでに人気が落ちていたものの、批評的には好評を得ていた。
続編を望む多くの視聴者がシリーズを別のネットワークやストリーミングサービスで継続するようにオンラインで署名活動を行ったが、出演者の契約期間が満了となり、継続しないことが確認された。
デスパレートな妻たちの最終シーズン撮影時には、本作の出演者などは決定していたためデスパレートな妻たち最終話にはカルメンがエヴァ・ロンゴリアが演じたガブリエル・ソリス宅の庭師として出演するシーンが盛り込まれている。

## 登場人物

### メインキャスト
マリソル・スアレス (Marisol  Suarez)
演 - アナ・オルティス、日本語吹替 - 沢海陽子
主人公。パウエル邸で起こったフローラ殺害事件を調べるためビバリーヒルズへやって来た。素性を隠しスタッポード家の新米メイドとなる。
シーズン2では本来の顔である大学教授に戻り富豪ニコラス・ディーリングと交際中。
ロージー・ファルタ (Rosie Falta)
演 - ダニア・ラミレス、日本語吹替 - 朴璐美
シーズン1ではウェストモア家のメイドで、主人のスペンスと関係を持ってしまう。メキシコにミゲルという息子を置いてきていて、いつか呼び寄せて一緒にアメリカで暮らしたいと願っている。その望みは叶ったが、スペンスとの関係を知り怒ったペリの通報によりシーズン最終話で移民局に捕まってしまう。
シーズン2では送還は免れて、息子ミゲルを連れてミラー家のメイドに。
カルメン・ルナ (Carmen Luna)
演 - ロゼリン・サンチェス、日本語吹替 - 井上喜久子
ルビオ家のメイド。本人が歌手を目指しており、芸能界との接点を求めてルビオ家のメイドになった。シーズン2では、主人のアレハンドロ・ルビオが死亡してしまったため失業し、ウェストモア家のメイドとなる。
ゾイラ・ディアス (Zoila Diaz)
演 - ジュディ・レイエス、日本語吹替 - 仲村かおり
デラトゥア家のメイド。ジャンヴィエーヴとはただの雇用関係の域を超えた家族のような絆がある。
ヴァレンティナ・ディアス (Valentina Diaz)
演 - エディ・ガネム、日本語吹替 - 近藤唯
ゾイラの娘。母同様デラトゥア家のメイドをしている。意中の男性はレミ。シーズン1の終盤にレミと結ばれるが、シーズン2ではレミと別れ、ディーリング家のメイドの息子・イーサンと交際中。

### スタッポード家
テイラー・スタッポード (Taylor Stappord)
演 - ブリアーナ・ブラウン、日本語吹替 - 小林未沙
マイケルの現在の妻。いまだに関わろうとしてくるマイケルの前妻オリヴィアに悩まされる。
マイケル・スタッポード (Michael Stappord)
演 - ブレット・カレン、日本語吹替 - ふくまつ進紗
長くつれそったオリヴィアと別れ若いテイラーと結婚した。職業は弁護士。
ケイティ・スタッポード (Katy Stappord)
演 - ギリシャ・メリノ、日本語吹替 -
シーズン3で養子として迎えられた少女。

### ウェストモア家
スペンス・ウェストモア (Spence Westmore)
演 - グラント・ショウ、日本語吹替 - 中根徹
ウェストモア家の大黒柱である俳優。
ペリ・ウェストモア (Peri Westmore)
演 - マリアナ・クラヴェーノ、日本語吹替 - 長尾明希
女優。夫スペンスとの子を最近出産したばかりだが、メイドに任せて自分ではあまり育児をしない。
タイ・マッケイ (Ty McKay)
演 - ギデオン・グリック、日本語吹替 -
スペンスの甥。ニコラス家のイーサンの友人でもある。

### アレハンドロ家
アレハンドロ・ルビオ (Alejandro Rubio)
演 - マット・セデーニョ、日本語吹替 - 中村章吾
独身のラテン歌手。実は同性愛者で、歌手として成功するためのマイナス材料になるのを恐れそれをひた隠しにして生きてきた。しかしそれがついに世間に漏れてしまうと、噂を否定するインパクトのある話題を作るために偽装結婚を計画、その相手となる事をカルメンに依頼する。
シーズン2で、かつての恋人との再会をきっかけにこれまでとは生き方を変えてみようかと考えだした矢先、強盗が威嚇のつもりで発砲した銃弾がたまたま直撃、死亡してしまう。
オデッサ・ブラコフ (Odessa Burakov)
演 - メリンダ・ペイジ・ハミルトン、日本語吹替 -
ルビオに仕えて長いメイド長。芸能界入りという下心のあるカルメンには初め非常にきつく接したが、徐々に打ち解け友人となった。
サム・アレクサンダー (Sam Alexander)
演 - ウォレ・パークス、日本語吹替 - 櫻井トオル
アレハンドロの側近・執事。カルメンに好意を寄せ交際するようにもなったが、カルメンが偽装結婚の依頼を承諾してしまったためにその関係は壊れた。

### デラトゥア家
ジャンヴィエーヴ・デラトゥア (Genevieve Delatour)
演 - スーザン・ルッチ、日本語吹替 - 一龍斎春水
現在独身のデラトゥア家の女主人。愛情への欲求が強くしょっちゅう若い恋人を作る。
レミ・デラトゥア (Remi Delatour)
演 - ドリュー・ヴァン・アッカー、日本語吹替 - 須藤翔
ジャンヴィエーヴの一人息子。母親思いな大学生。
フィリップ・デラトゥア (Phillipe Delatour)
演 - スティーヴン・コリンズ、日本語吹替 - 立川三貴
ジャンヴィエーヴのかつての夫。現在もジャンヴィエーヴと親しいがデラトゥア邸に暮らしてはいない。レミの実父。

### パウエル家
フローラ・ヘルナンデス (Flora Hernandez)
演 - ポーラ・ガーセス、日本語吹替 -
パウエル家のメイドだった女性で主人エイドリアンの愛人にもされていた。シーズン1の第1話で何者かに刺殺された。
エヴリン・パウエル (Evelyn Powell)
演 - レベッカ・ウィソッキー、日本語吹替 - 宮寺智子
エイドリアンの妻。
エイドリアン・パウエル (Adrian Powell)
演 - トム・アーウィン、日本語吹替 - 仲野裕
エヴリンの夫。
トニー・ビシャラ (Tony Bishara)
演 - ドミニク・アダムス、日本語吹替 - 浅科准平
パウエル家にボディガードとして雇われた元モサド諜報員。

### ディーリング家（シーズン2）
ニコラス・ディーリング (Nicholas Deering)
演 - マーク・デックリン、日本語吹替 - 咲野俊介
マリソルの婚約者。
ダリア・ディーリング (Dahlia Deering)
演 - スージー・アブロマイト、日本語吹替 -
ニコラスの先妻。1999年に自殺したことになっている。
オーパル・シンクレア (Opal Sinclair)
演 - ジョアンナ・P・アドラー、日本語吹替 - 田中敦子
ディーリング家のメイド。ニコラスと婚約したマリソルを快く思っていない。
イーサン・シンクレア (Ethan Sinclair)
演 - コリン・ライリー、日本語吹替 - 小林親弘
オーパルの息子でダリアの死の真相を知る一人。

### ミラー家（シーズン2）
ケネス・ミラー (Kenneth mirror)
演 - ウィリー・C・カーペンター、日本語吹替 - 後藤光祐
ミラー家当主でレジーの叔父。脳梗塞で体が不自由。
レジー・ミラー (Reggie mirror)
演 - レジー・オースティン、日本語吹替 - 河合みのる
移民局に連行されたロージーを助けた弁護士。
ディディ・ミラー (Diddy mirror)
演 - ティファニー・ハインズ、日本語吹替 - 鶏冠井美智子
ケネスの後妻で元ストリッパー。
ルシンダ・ミラー (Lucinda mirror)
演 - キンバリー・エベール・グレゴリー、日本語吹替 - 斉藤貴美子
ケネスの娘で彫刻家。

### その他
エディ・スアレス (Eddie Suarez)
演 - エディ・ハッセル、日本語吹替 - 室元気
マリソルの息子。フローラ殺害事件の容疑者として逮捕されてしまう。
オリヴィア・ライス (Olivia Rice)
演 - ヴァレリー・マハフェイ、日本語吹替 - 小宮和枝
マイケルの元妻でインテリアデザイナー。
パブロ・ディアス (Pablo Diaz)
演 - アレックス・フェルナンデス、日本語吹替 - 山岸治雄
ゾイラの夫でヴァレンティナの父。
アイダ・ヘイズ (Alda Hiace)
演 - マリア・ハウエル、日本語吹替 - 織部ゆかり
エディの弁護士。
アルフレッド・ペティグローブ (Alfred Pettygrove)
演 - デイキン・マシューズ、日本語吹替 - 五王四郎
ジャンヴィエーヴと恋仲になった76歳の盲目の大富豪。（シーズン1）
アンリ (Henry)
演 - リチャード・バージ、日本語吹替 -
ジャンヴィエーヴの弟でゾイラの元恋人。ゾイラとの婚約を破棄して他の女性と結婚した。シーズン1の第4話に登場。
ハビエル・メンドーサ (Javier Mendoza)
演 - イワン・ヘルナンデス、日本語吹替 - 志村知幸
パブロと別居したゾイラが街で出会った世界的に有名なシェフ。後にゾイラと恋仲となる。
エルネスト・ファルタ (Ernest Vertrieb)
演 - クリスティアニ・デ・ラ・フェンテ、日本語吹替 - 山本兼平
ロージーの夫。元潜入捜査官で5年前に死亡していたと思われたがシーズン2の最終話で生きている事が明らかとなる。
セバスチャン・デュソルト (Sebastian Miden)
演 - ジャイルス・マリーニ、日本語吹替 - 木下浩之
カルメンに近づく不動産関係者。
ブランカ (Blanka)
演 - ナヤ・リヴェラ、日本語吹替 - 吉田麻実
シーズン3に登場したスタッポード家の新しいメイド。
フィゲロア刑事 (Figueroa)
演 - E・ロジャー・ミッチェル、日本語吹替 -
ビバリーヒルズ警察の刑事。

## エピソード一覧

### シーズン一覧
| シーズン | シーズン | エピソード | 米国での放送日 | 米国での放送日 |
| シーズン | シーズン | エピソード | 初回           | 最終回         |
| -------- | -------- | ---------- | -------------- | -------------- |
|          | 1        | 13         | 2013年6月23日  | 2013年9月22日  |
|          | 2        | 13         | 2014年4月20日  | 2014年7月13日  |
|          | 3        | 13         | 2015年6月1日   | 2015年8月24日  |
|          | 4        | 10         | 2016年6月6日   | 2016年8月8日   |

### シーズン1 （2013年）
| 通算 | 話数 | タイトル       | 原題                    | 監督               | 米国放送日    | 視聴者数 (万人) |
| ---- | ---- | -------------- | ----------------------- | ------------------ | ------------- | --------------- |
| 1    | 1    | メイドの秘密   | Pilot                   | ポール・マクギガン | 2013年6月23日 | 199             |
| 2    | 2    | 残された手紙   | Setting the Table       | Rob Bailey         | 2013年6月30日 | 209             |
| 3    | 3    | 拭いたい過去   | Wiping Away the Past    | Rob Bailey         | 2013年7月7日  | 253             |
| 4    | 4    | 波乱の恋模様   | Making Your Bed         | David Warren       | 2013年7月14日 | 223             |
| 5    | 5    | 抗えないルール | Taking Out the Trash    | David Warren       | 2013年7月21日 | 278             |
| 6    | 6    | 黒い駆け引き   | Walking the Dog         | Tawnia McKiernan   | 2013年7月28日 | 288             |
| 7    | 7    | 真実の行方     | Taking a Message        | Tawnia McKiernan   | 2013年8月4日  | 274             |
| 8    | 8    | 子守と子作り   | Minding the Baby        | Tara Nicole Weyr   | 2013年8月11日 | 266             |
| 9    | 9    | 欲望の代償     | Scrambling the Eggs     | Tara Nicole Weyr   | 2013年8月18日 | 256             |
| 10   | 10   | 悲しみの果て   | Hanging the Drapes      | John Scott         | 2013年8月25日 | 248             |
| 11   | 11   | 密告           | Cleaning Out the Closet | John Scott         | 2013年9月8日  | 249             |
| 12   | 12   | 迫られた決断   | Getting Out the Blood   | Larry Shaw         | 2013年9月15日 | 252             |
| 13   | 13   | 明かされた正体 | Totally Clean           | Larry Shaw         | 2013年9月22日 | 295             |

### シーズン2 （2014年）
| 通算 | 話数 | タイトル       | 原題                              | 監督               | 米国放送日    | 視聴者数 (万人) |
| ---- | ---- | -------------- | --------------------------------- | ------------------ | ------------- | --------------- |
| 14   | 1    | 理想の夫       | An Ideal Husband                  | エヴァ・ロンゴリア | 2014年4月20日 | 196             |
| 15   | 2    | 崩壊した家族   | The Dark at the Top of the Stairs | Tawnia McKiernan   | 2014年4月27日 | 168             |
| 16   | 3    | 揺らぐ信頼     | Dangerous Liaisons                | Tawnia McKiernan   | 2014年5月4日  | 157             |
| 17   | 4    | 妄想           | Crimes of the Heart               | David Warren       | 2014年5月11日 | 165             |
| 18   | 5    | 争いの種       | The Bad Seed                      | David Warren       | 2014年5月18日 | 154             |
| 19   | 6    | 過去との闘い   | Private Lives                     | Tara Nicole Weyr   | 2014年5月25日 | 178             |
| 20   | 7    | 裏切り         | Betrayal                          | Tara Nicole Weyr   | 2014年6月1日  | 214             |
| 21   | 8    | 危険な愛情     | Night, Mother                     | David Warren       | 2014年6月8日  | 182             |
| 22   | 9    | 突然の訪問客   | The Visit                         | David Warren       | 2014年6月15日 | 181             |
| 23   | 10   | 深まる疑惑     | Long Day's Journey Into Night     | John Scott         | 2014年6月22日 | 193             |
| 24   | 11   | 取り戻した絆   | You Can't Take It with You        | John Scott         | 2014年6月29日 | 149             |
| 25   | 12   | 証拠           | Proof                             | David Grossman     | 2014年7月6日  | 186             |
| 26   | 13   | 許しがたい真実 | Look Back in Anger                | David Grossman     | 2014年7月13日 | 223             |

### シーズン3 （2015年）
| 通算 | 話数 | タイトル           | 原題                  | 監督              | 米国放送日    | 視聴者数 (万人) |
| ---- | ---- | ------------------ | --------------------- | ----------------- | ------------- | --------------- |
| 27   | 1    | 目覚め             | Awakenings            | David Warren      | 2015年6月1日  | 147             |
| 28   | 2    | 親子のかたち       | From Here to Eternity | David Warren      | 2015年6月8日  | 142             |
| 29   | 3    | 隠しきれない真実   | The Awful Truth       | Gil Junger        | 2015年6月15日 | 134             |
| 30   | 4    | そばにいてほしい人 | Since You Went Away   | Gil Junger        | 2015年6月22日 | 114             |
| 31   | 5    | ねじれた関係       | The Talk of the Town  | Tara Nicole Weyr  | 2015年6月29日 | 134             |
| 32   | 6    | 抑えられない気持ち | She Done Him Wrong    | Tara Nicole Weyr  | 2015年7月6日  | 134             |
| 33   | 7    | 岐路               | The Turning Point     | Victor Nelli, Jr. | 2015年7月13日 | 135             |
| 34   | 8    | 隠れた本性         | Cries and Whispers    | Victor Nelli, Jr. | 2015年7月20日 | 117             |
| 35   | 9    | 罪な女             | Bad Girl              | David Grossman    | 2015年7月27日 | 127             |
| 36   | 10   | 発覚               | Whiplash              | David Grossman    | 2015年8月3日  | 141             |
| 37   | 11   | 愛情の示し方       | Terms of Endearment   | David Warren      | 2015年8月10日 | 134             |
| 38   | 12   | 失われた信頼       | Suspicion             | David Warren      | 2015年8月17日 | 152             |
| 39   | 13   | それぞれの試練     | Anatomy of a Murder   | Tara Nicole Weyr  | 2015年8月24日 | 153             |

### シーズン4 （2016年）
| 通算 | 話数 | タイトル           | 原題                       | 監督              | 米国放送日     | 視聴者数 (万人) |
| ---- | ---- | ------------------ | -------------------------- | ----------------- | -------------- | --------------- |
| 40   | 1    | 再出発             | Once More Unto the Bleach  | David Warren      | 2016年6月6日   | 1.08            |
| 41   | 2    | 立ちはだかる障害   | Another One Wipes the Dust | David Warren      | 2016年6月13日  | 1.07            |
| 42   | 3    | 分かり合えない関係 | War and Grease             | Mary Lou Belli    | 2016年6月120日 | 0.81            |
| 43   | 4    | 見込み違い         | Sweeping with the Enemy    | Mary Lou Belli    | 2016年6月27日  | 0.96            |
| 44   | 5    | 災い転じて…        | A Time to Spill            | David Grossman    | 2016年7月4日   | 0.94            |
| 45   | 6    | 浅はかな考え       | The Maid Who Knew Too Much | David Grossman    | 2016年7月11日  | 1.03            |
| 46   | 7    | 知らなかった顔     | Blood, Sweat, and Smears   | Elodie Keene      | 2016年7月18日  | 0.82            |
| 47   | 8    | 見えてきた希望     | Cries and Whispers         | Elodie Keene      | 2016年7月25日  | 0.87            |
| 48   | 9    | 嫉妬心             | Blood, Sweat, and Smears   | Victor Nelli, Jr. | 2016年8月1日   | 0.78            |
| 49   | 10   | 告白               | Grime and Punishment       | Victor Nelli, Jr. | 2017年8月8日   | 0.86            |